# Langue des signes tchadienne
La langue des signes tchadienne, est la langue des signes utilisée par les personnes sourdes et leurs proches au Tchad.

## Caractéristiques
La langue des signes tchadienne est influencée par la langue des signes américaine et certains signes sont locaux.

## Utilisation
Il existe des écoles pour les sourds dont les enseignants sont formés au Nigeria et une association pour les sourds dans les villes de N’Djamena, Sarh et Moundou.